# Naczelny Nadzwyczajny Komisarz do walki z epidemiami
Naczelny Nadzwyczajny Komisarz do walki z epidemiami – urząd Ministra Zdrowia Publicznego, powołany do zwalczania chorób zakaźnych (dżuma, cholera, tyfus plamisty) szerzących się w kraju, grożących klęską powszechną.  

## Powołanie Komisarza
Na podstawie ustawy z 1920 r. o utworzeniu urzędu Naczelnego Nadzwyczajnego Komisarza do walki z epidemiami, grożącymi Państwu klęską powszechną ustanowiono urząd Komisarza. Czas trwania urzędu Komisarza określono na nie dłużej niż jeden rok. 
Naczelnego Nadzwyczajnego Komisarza mianował Naczelnik Państwa przedstawiony przez Prezesa Rady Ministrów, zgodnie z wnioskiem Ministra Zdrowia Publicznego. Odpowiedzialny za wykonanie ustawy był Prezes Rady Ministrów. 

## Uprawnienia Komisarza
Minister Zdrowia Publicznego przekazał Komisarzowi swoje kompetencje w zakresie walki z epidemiami, które wynikały z przepisów ustawy z 1919 r. w przedmiocie zwalczania chorób zakaźnych oraz innych chorób, występujących nagminnie.
Ponadto Komisarz upoważniony był do:
- zajmowania w razie koniecznej potrzeby pomieszczeń w nieruchomościach,
- zajmowania pomieszczeń rządowych w porozumieniu z Ministrami, w których zarządzie te nieruchomości się znajdowały,
- zajmowania pomieszczeń należących do instytucji publicznych, samorządowych, społecznych oraz osób prywatnych za określonym wynagrodzeniem,
- mobilizowania w porozumieniu z Ministrem Przemysłu i Handlu w celu podjęcia produkcji środków i materiałów, potrzebnych do zwalczania epidemii;
- wydawania powszechnie obowiązujących rozporządzeń w dziedzinie zwalczania epidemii;
- mianowania nadzwyczajnych komisarzy dla poszczególnych obszarów w Państwie i w miarę potrzeby przekazywania części swych kompetencji.
- wykonywanie czasowych budowli na potrzeby zwalczania epidemii, które  nie podlegały kontroli Ministra Robót Publicznych.

## Dodatkowe uprawnienia Komisarza
W razie stwierdzonego braku personelu lekarskiego oraz personelu pomocniczego, technicznego i innych fachowców pozyskanych drogą dobrowolnych zgłoszeń, Komisarz miał prawo:
- powołać do świadczeń personel lekarski oraz personel pomocniczy, techniczny i innych fachowców  pozostających do 42-go roku życia, którzy nie byli powołani do służby wojskowej,
- korzystać z lekarzy i sił pomocniczych wojskowych, przydzielonych przez Ministerstwo Spraw Wojskowych na wniosek  Komisarza,
- korzystać z personelu lekarskiego, którzy nie byli obywatelami Państwa Polskiego i którym nie przysługiwało prawo wykonywania praktyki lekarskiej.

## Pokrywanie kosztów
Upoważniono Ministra Skarbu do wydatkowania sum, niezbędnych na potrzeby Naczelnego Nadzwyczajnego Komisarza w ramach zatwierdzonego przez Radę Ministrów budżetu urzędu Naczelnego Nadzwyczajnego Komisarza.

## Kary
Winni przekroczenia rozporządzeń Komisarza podlegali w drodze administracyjnej karnej do wysokości 10 000 marek grzywny lub 3 miesięcy aresztu, względnie grzywny i aresztu łącznie.

## Przedłużenie  działania Komisarza
W związku z rozdziałem kompetencji Ministra Zdrowia Publicznego, które przeszły do kompetencji Ministra Spraw  Wewnętrznych, przedłużono okres działanie Komisarza na czas do 31 grudnia 2024 r.